# Terellia armeniaca
Terellia armeniaca är en tvåvingeart som först beskrevs av Valery Korneyev 1985.  Terellia armeniaca ingår i släktet Terellia och familjen borrflugor.
Artens utbredningsområde är Armenien. Inga underarter finns listade i Catalogue of Life.